# Campionato paraguaiano di calcio
Il campionato di calcio paraguaiano è posto sotto l'egida della Asociación Paraguaya de Fútbol (AFP) e prevede cinque livelli:
- División Profesional
- División Intermedia
- Tercera División (Primera División B Metropolitana, che comprende le squadre della zona di Gran Asunción, e Primera División B Nacional, che contiene le migliori squadre delle regioni paraguaiane)
- Primera División C, che comprende le squadre della zona di Gran Asunción, e UFI - tornei regionali

## Sistema attuale
| Livello | Campionato/Divisioni                        | Campionato/Divisioni                                                                                  | Campionato/Divisioni                                                                           |
| ------- | ------------------------------------------- | --- | ---------------------------------------------------------------------------------------------- |
| 1       | División Profesional 12 club                | División Profesional 12 club                                                                          | División Profesional 12 club                                                                   |
| 2       | División Intermedia 16 club                 | División Intermedia 16 club                                                                           | División Intermedia 16 club                                                                    |
| 3       | Primera División B Metropolitana 10-12 club | Primera División B Nacional 8 clubs                                                                   | Campeonato Nacional de Interligas 24 campionati regionali                                      |
| 4       | Primera División C 16 club                  | Clasificatorio de la UFI para la B Nacional Team interni possono partecipare con buone infrastrutture | Campionati regionali Costituita da giocatori provenienti da squadre nei rispettivi campionati. |